# Dragana Mirković
Dragana Mirković (en serbe cyrillique : Драгана Мирковић ; née le 18 janvier 1968 à Kasidol, près de Požarevac) est une chanteuse de turbo folk serbe. Elle est la chanteuse la plus populaire dans les pays de l'ex-Yougoslavie, en Bulgarie, en Roumanie,et en Grèce.

## Carrière
Dragana Mirković est née en janvier 1968 à Kasidol, un village situé près de Požarevac, en Serbie. Durant son enfance, elle vit avec ses parents, ses grands-parents et sa sœur Dušica. Son grand-père Dragutin, qui jouait de l'accordéon, influence très tôt ses goûts musicaux. À l'âge de 5 ans, elle chante une chanson folk intitulée Djevojka sokolu zulum učinila. La réputation de la jeune chanteuse de Kasidol se répand rapidement et attire l'attention des gens du label Diskos qui lui rendent visite chez ses parents et suggèrent qu'elle pourrait devenir une chanteuse professionnelle.
Ses deux premiers albums, Sanjala sam naše venčanje (1984) et Umiljato oko moje (1985), sont deux albums solo. Son troisième, Spasi me samoće (1986), est réalisé en collaboration avec le groupe Južni Vetar ; la chanson titre de l'album remporte un grand succès et porte Dragana Mirković et son groupe sur les devants de la scène musicale yougoslave. La chanteuse enregistre quatre albums supplémentaires avec Južni Vetar : Ruže cvetaju samo u pesmama (1987), Najlepši par (1988), avec la chanson à succès Milo moje, što te nema, Simpatija (1989) et Pomisli želju (1990).
À la fin des années 1980 et au début des années 1990, Dragana part en tournée avec Južni Vetar, Kemal Malovčić, Šemsa Suljaković, Sinan Sakić, et Mile Kitić.
Le huitième album studio de Dragana Mirković et son troisième album solo, intitulé Dobra devojka (1991), contient deux chansons à succès : Umreću zbog tebe et Dodaj gas. Il est suivi par Dolaze nam bolji dani (1992), avec de nombreux succès comme Umirem majko, Pitaju me u mom kraju, Da, da, da et O, da li znaš. La même année, la chanteuse donne onze concerts à Belgrade, devant un public de 50 000 personnes.
Contrairement à d'autres chanteurs des Balkans, Dragana Mirković poursuit sa carrière pendant les Guerres de Yougoslavie.
1993 voit la sortie de son dixième album studio, Do poslednjeg daha, avec la chanson titre et une autre chanson intitulée Baš tebe volim ja. Le onzième album, Nije tebi do mene (1994), contient des succès comme Crni leptir, Čarolija, Varala bih, varala et Opojni su zumbuli. Cette année-là, la chanteuse donne un concert à Podgorica, au Monténégro, devant 25 000 personnes.
En 1994, la chanteuse joue dans la comédie Slatko od snova, un film de Vladimir Živković dont elle interprète la bande son en anglais.
En 1995, Mirković donne un grand concert à Skopje, en Macédoine, devant 30 000 fans. Au cours de sa tournée de 1995, plus de 20 000 personnes assistent à ses spectacles.
Dans les années 1990, la chanteuse sort encore quatre albums : Plači Zemljo (1995) avec les titres I u dobru i u zlu, Vrati mi se ti, Uzeo si moja jutra et Divlja devojka ; Nema promene (1996), avec les singles Dušu si mi opio, To nije tvoja stvar et Oči pune tuge ; Kojom gorom (1997), avec les chansons Poslednje veče, O na, na, na et la chanson titre. Elle sort finalement U godini (1999), un album réalisé en collaboration avec le Zlaja Band.
Après la sortie de son dix-septième album, Sama, la chanteuse marque une pause dans sa carrière avant de revenir en 2004 avec l'album Trag u vremenu ; cet album contient notamment les titres Tamo gde je milo moje, Prsten, Zašto zoro svanjavaš et Preživeću.
Elle publie ensuite deux autres albums : Luće moje (2006) avec les singles Pečat na usnama, Na kraju, Luda kao ja, Nepoželjna et la chanson titre, puis Eksplozija (2008), avec des chansons comme Laste, Zemljo okreni se, Ko je ta et Život moj.
Dans la première moitié de l'année 2011, la chanteuse sort trois nouvelles chansons, Drugovi, Srce moje et Jedini, qui toutes deviennent des succès dans les pays de l'ex-Yougoslavie. Elle figurent sur le vingtième album studio intitulé 20, qui a paru le 5 décembre 2012.
Le 25 janvier 2017, elle sort Od Milion Jedan, son vingt-et-unième album studio comptant treize nouveaux titres en plus de Lepi Moj et Zašto Me Tražis, deux singles datant de juin 2016.

## Vie privée
En 1999, Dragana Mirković s'est mariée avec l'homme d'affaires autrichien Toni Bijelić ; le couple a deux enfants : un fils, Marko, né en 2000, et une fille, Manuela, née en 2001. La famille habite à Vienne. La chanteuse et son mari possèdent la chaîne musicale par satellite DM SAT.

## Discographie
Album studio
- 1984 : Sanjala sam naše venčanje
- 1985 : Umiljato oko moje
- 1986 : Spasi me samoće
- 1987 : Ruže cvetaju samo u pesmama
- 1988 : Najlepši par
- 1989 : Simpatija
- 1990 : Pomisli želju
- 1991 : Dobra devojka
- 1992 : Dolaze nam bolji dani
- 1993 : Do poslednjeg daha
- 1994 : Nije tebi do mene
- 1995 : Plači zemljo
- 1996 : Nema promene
- 1997 : Kojom gorom
- 1999 : U godini
- 2000 : Sama
- 2004 : Trag u vremenu
- 2006 : Luće moje
- 2008 : Eksplozija
- 2012 : 20
- 2017 : Od Milion Jedan

Autres albums
- 1994 : Slatko od snova
- 2003 : Zauvek

Singles
- Duos :
  - 1989 : Svi grešimo - Sinan Sakić
  - 1989 : Ja te volim to ne krijem - Miodrag Jakovljević Jaka
  - 1989 : Voljeno moje - Rade Krstić
  - 1989 : Moj doktore - Zana
  - 1989 : Hej devojko da li imaš momka - Miodrag Jakovljevic
  - 1995 : Sele moja - Zorica Brunclik
  - 1996 : Samo jedan sat - Beat Streat
  - 1999 : Zenico oka mog - Zoran Starčević
  - 2003 : Srcu nije lako (2003) - Divlji Kesten
  - 2003 : Ja imam te a k`o da nemam te - Hari Mata Hari
  - 2005 : Na zadnjem sjedištu moga auta (Uživo) - Goran Bregović
  - 2009 : Gromovi - Boban Rajović
  - 2012 : Ti misliš da je meni lako - Plavi orkestar
  - 2013 : Kad nas vide zagrljene - Hanka Paldum

Autres singles
- - I Feel the Earth
  - Locomotion
  - Black or White
  - Jecam zela
  - Obraše se vinogradi
  - Novogodišnja himna (DM SAT)
  - Nesebično

En collaboration
- - 1988 : Dal ce moci da se zivi, avec Sinan Sakić
  - 1993 : Smej se, avec Nino
  - 1993 : Usne vrele kao zar, avec Nino